# Carol Arthur
Carol Arthur, pseudonimo di Carol Arata (Hackensack, 9 luglio 1935 – Los Angeles, 1º novembre 2020), è stata un'attrice statunitense.

## Biografia
Nel 1965 Carol Arthur sposò l'attore Dom DeLuise, dal quale ebbe tre figli, anch'essi attori: Peter, Michael e David. Nel 1971 debuttò come attrice nella serie televisiva Arnie, a cui seguiranno negli anni successivi una trentina di parti in film e serie televisive, fra cui Storie incredibili e Settimo cielo, in cui nel 2004 interpretò il suo ultimo ruolo.

## Filmografia parziale
- Philip il diritto (Making It), regia di John Erman (1971)
- Mezzogiorno e mezzo di fuoco (Blazing Saddles), regia di Mel Brooks (1974)
- Our Time, regia di Peter Hyams (1974)
- I ragazzi irresistibili (The Sunshine Boys), regia di Herbert Ross (1975)
- L'ultima follia di Mel Brooks (Silent Movie), regia di Mel Brooks (1976)
- Il più grande amatore del mondo (The World's Greatest Lover), regia di Gene Wilder (1977)
- Roba che scotta (Hot Stuff), regia di Dom DeLuise (1979)
- L'auto più pazza del mondo (Driving Me Crazy), regia di Jon Turteltaub (1991)
- Robin Hood - Un uomo in calzamaglia (Robin Hood: Men in Tights), regia di Mel Brooks (1993)
- Dracula morto e contento (Dracula: Dead and Loving It), regia di Mel Brooks (1995)
- Killer per caso, regia di Ezio Greggio (1997)
- Intrepid - La nave maledetta (Intrepid), regia di John Putch (2000)